# Ramzi Chouchar
Ramzi Chouchar, né le 16 juin 1997, est un nageur algérien.

## Carrière
Ramzi Chouchar est médaillé de bronze du relais 4 × 200 mètres nage libre aux Championnats arabes de natation 2016 à Dubaï. Aux Championnats d'Afrique de natation 2016 à Bloemfontein, il est médaillé de bronze du relais 4 × 100 mètres quatre nages mixte. Il remporte aux Jeux de la solidarité islamique de 2017 à Bakou la médaille de bronze du 200 mètres quatre nages.
Aux Jeux africains de 2019 au Maroc, il est médaillé d'or du 400 mètres quatre nages et médaillé de bronze du relais 4 × 200 mètres nage libre ainsi que du relais 4 × 100 mètres nage libre mixte.
Il remporte aux Championnats d'Afrique de natation 2021 à Accra la médaille de bronze sur 200 mètres papillon et sur 3 km en eau libre.
Aux Jeux africains de 2023 à Accra, il est médaillé d'argent du 400 mètres quatre nages.
Il est médaillé d'argent sur  4 x 200 mètres nage libre et médaillé de bronze sur 200 mètres brasse, 200 mètres quatre nages et 400 mètres quatre nages aux Championnats d'Afrique de natation 2024 à Luanda.